# Philippe Chaperon
Pour les articles homonymes, voir Chaperon.
Philippe-Marie Émile Chaperon dit Philippe Chaperon, né le 2 février 1823 à Paris et mort le 21 décembre 1906 à Lagny-sur-Marne, est un peintre et scénographe  français.

## Galerie

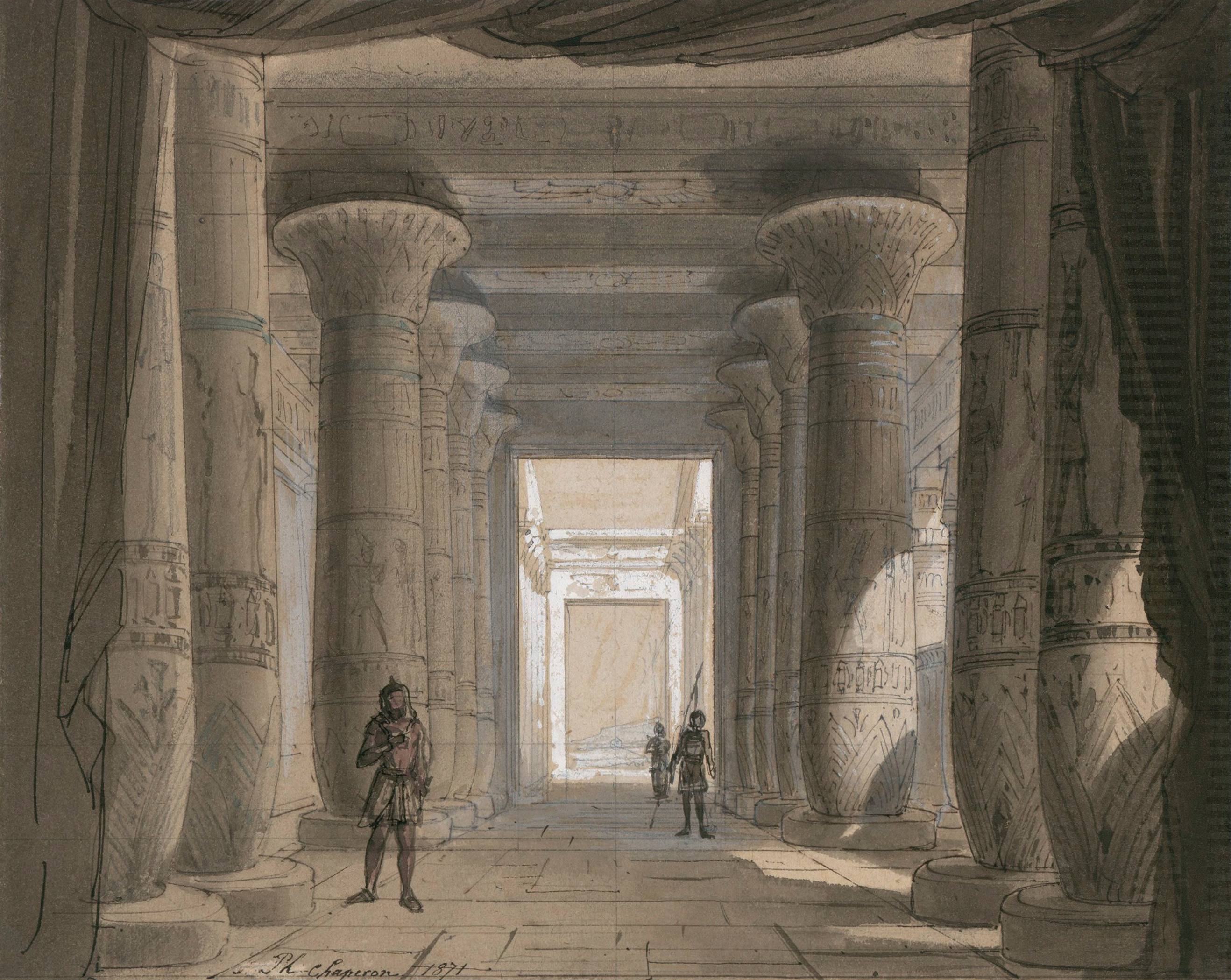
Aida, (acte I, scène 2), 1871.
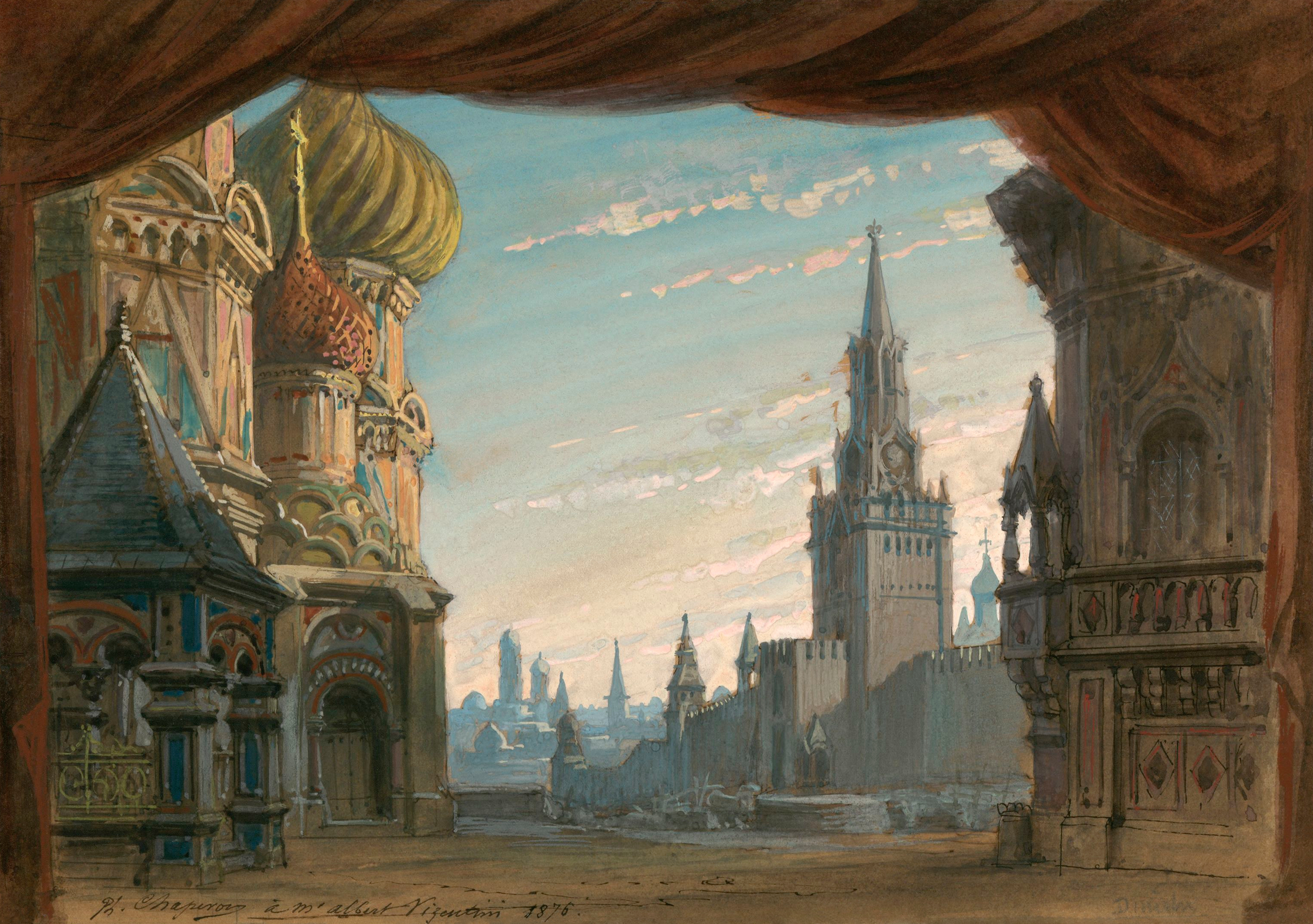
Dimitri de Victorin de Joncières, création en 1876.
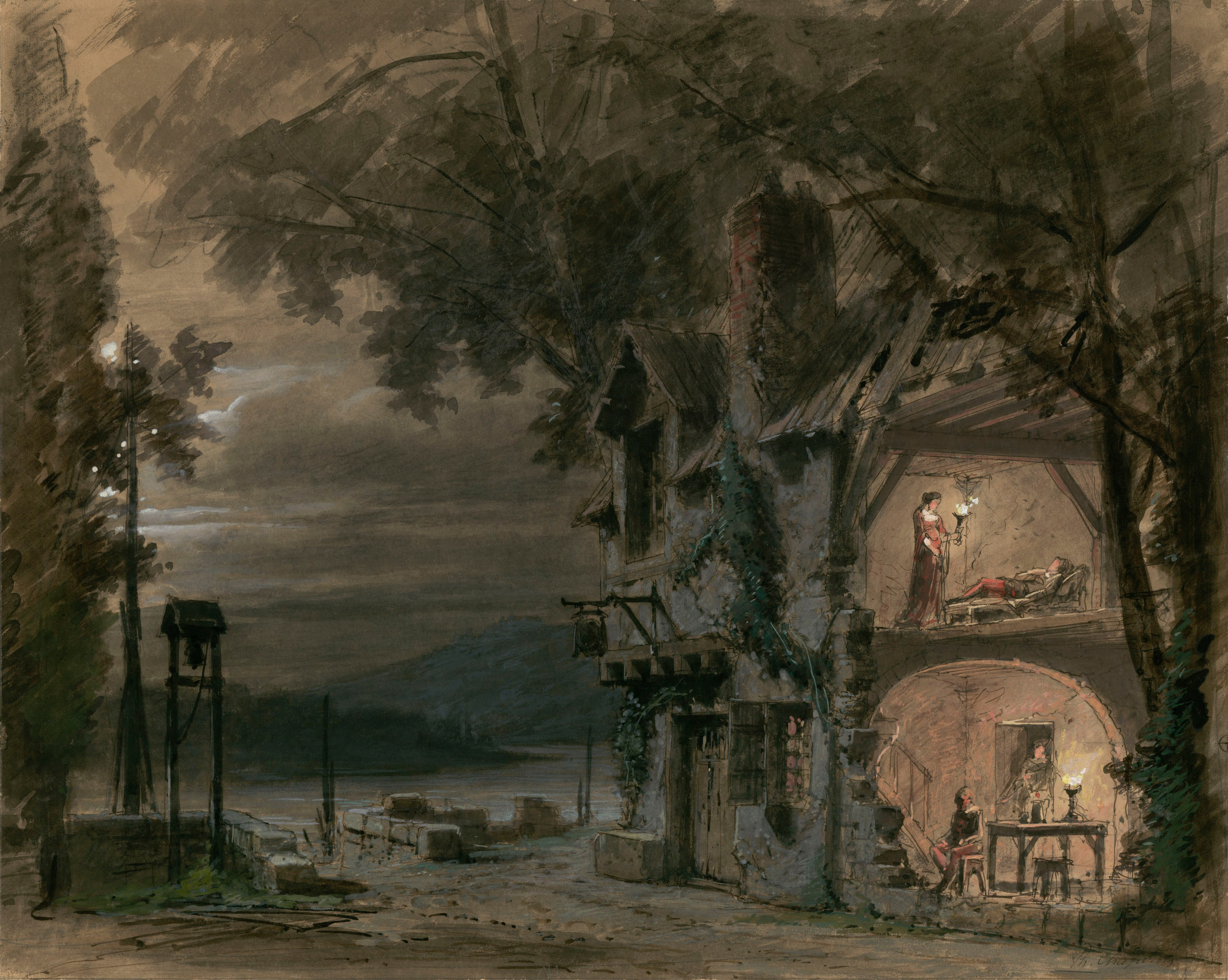
Rigoletto, (acte III), 1885, palais Garnier.
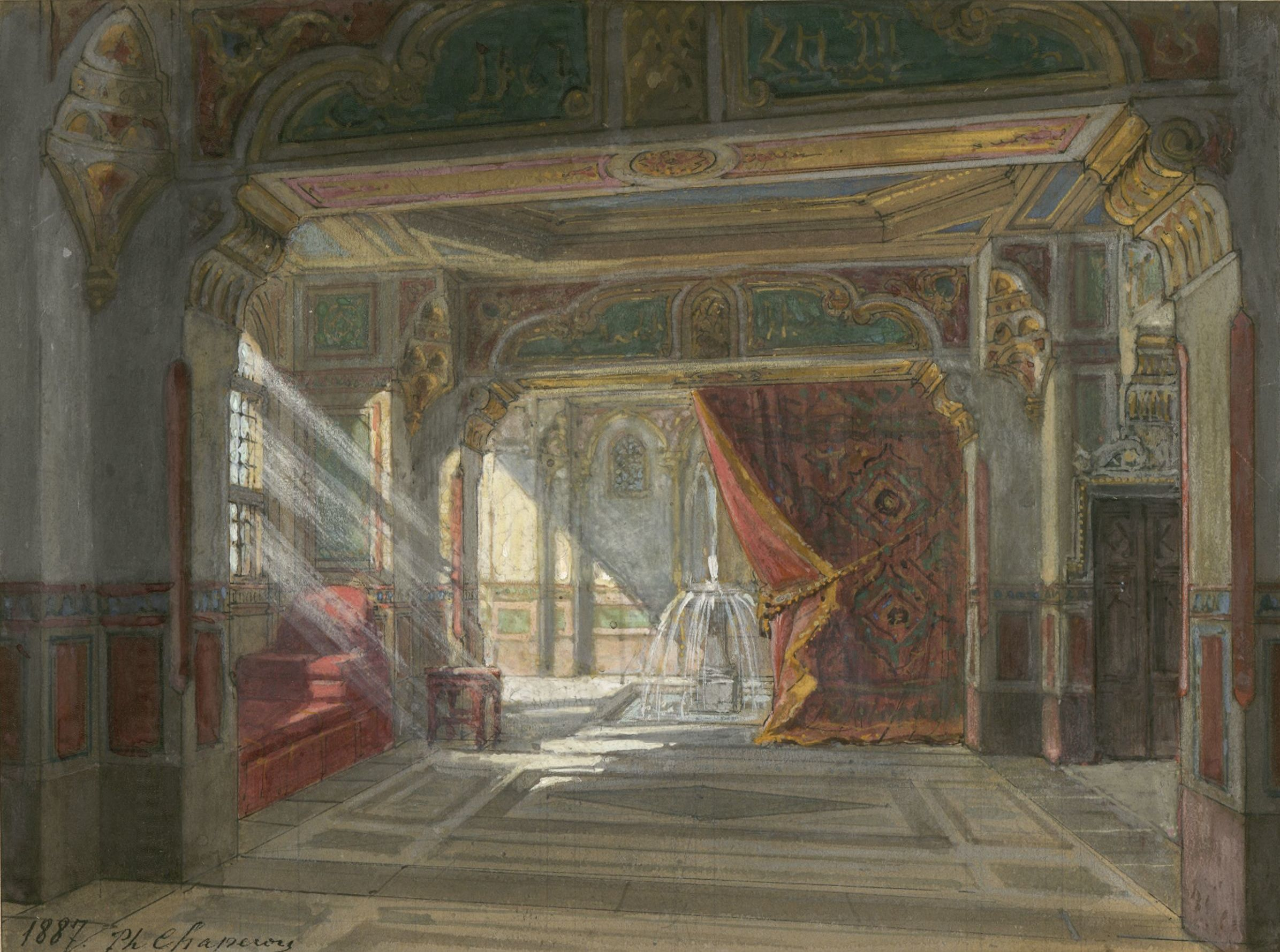
Oberon, (acte II, scène 1), 1887, théâtre de l’Opéra-Comique.
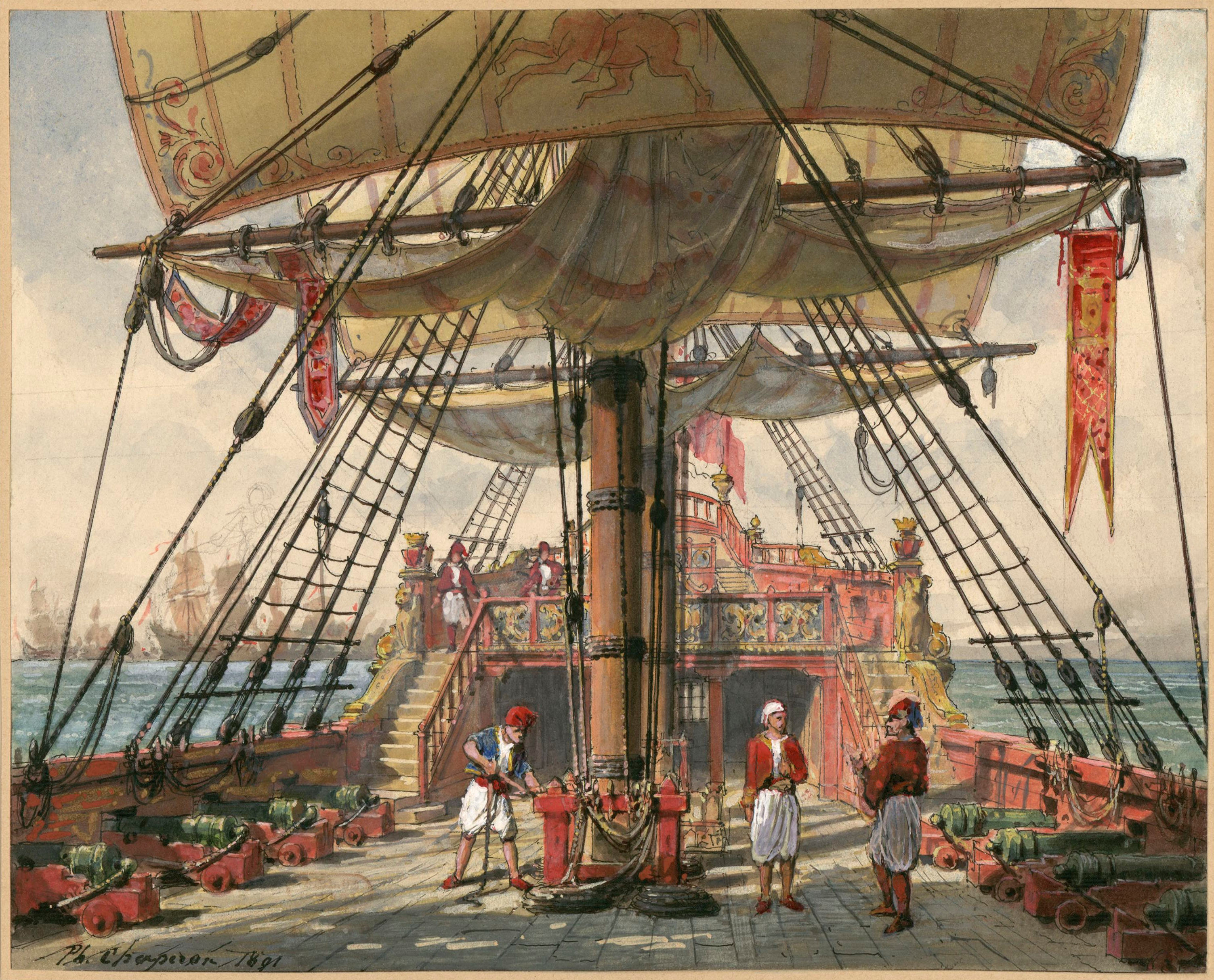
Haydée, (acte II), 1891, théâtre de l'Opéra-Comique.
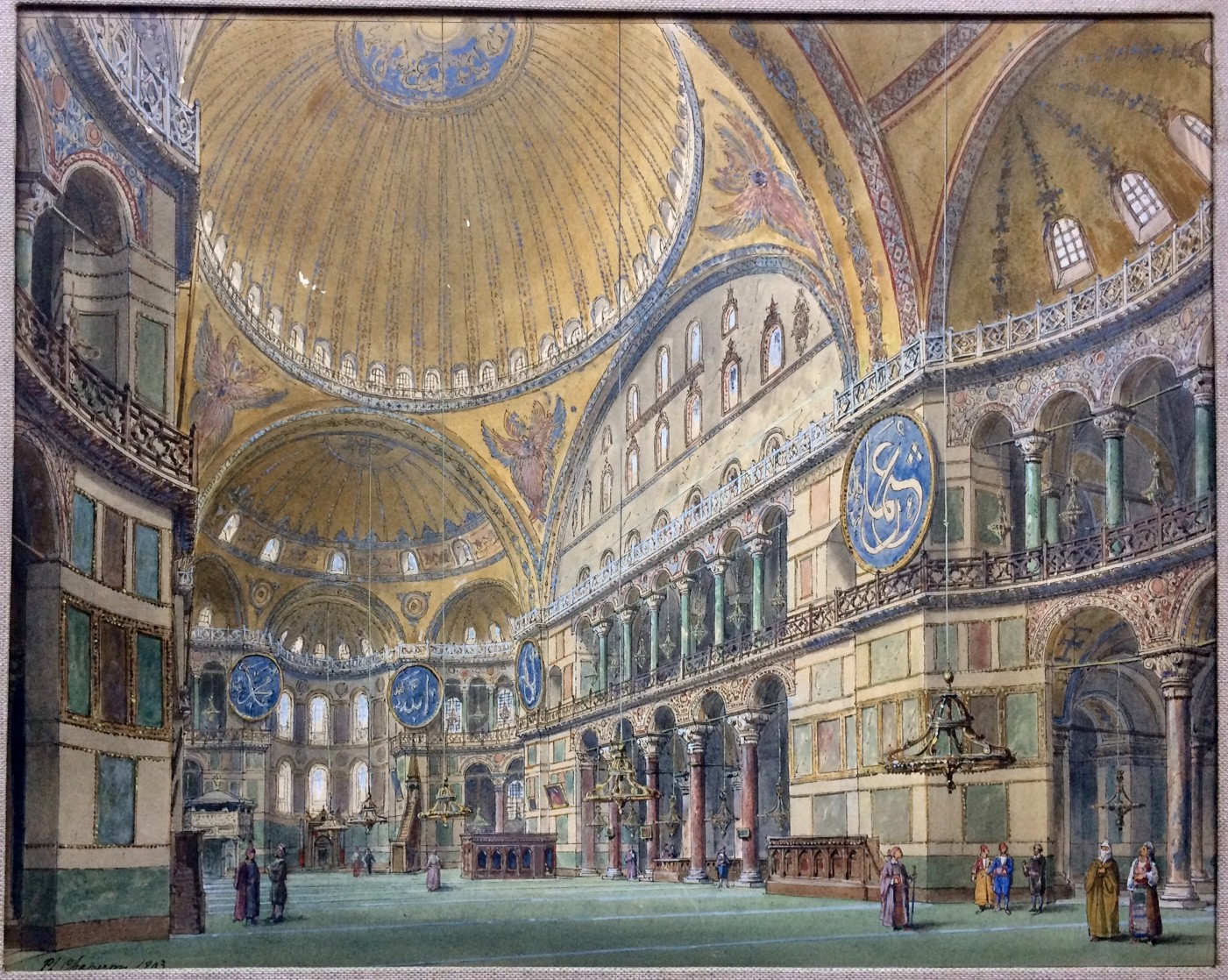
Basilique Sainte-Sophie, aquarelle, 1893 (collection particulière).
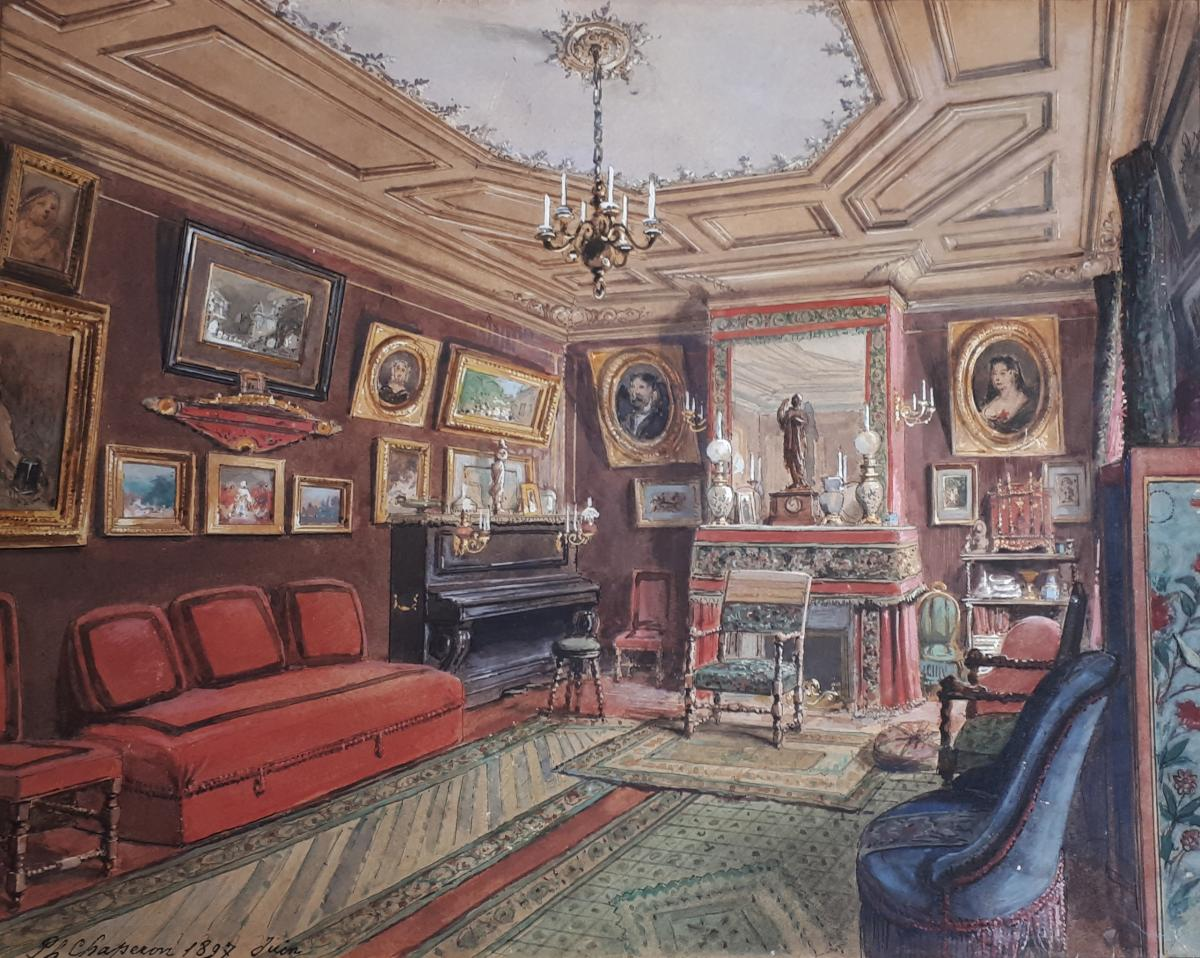
Intérieur d'un salon, 1897.